# 西島和彦 (物理学者)
西島 和彦（にしじま かずひこ、1926年（大正15年）10月4日 - 2009年（平成21年）2月15日）は、日本の物理学者。東京大学名誉教授。京都大学名誉教授。茨城県土浦市生まれ。

## 業績
大阪市立大学時代、中野董夫、マレー・ゲルマンら（独立）と素粒子の新しい規則性となる中野・西島・ゲルマンの法則を発見する。そのほかにも、多くの業績がある。生前、1960年と1961年、1964年、1966年 - 1970年にノーベル物理学賞の候補に挙がっていたものの、受賞を逸している。
西嶋と中野は、それ以前から知られていた量子数（素粒子の特性）である電荷とバリオン数のほかに新しい量子数であるストレンジネスをもつことを示した。このストレンジネスの和が強い相互作用や電磁相互作用では保存される（中野=西島=ゲルマンの法則）。
中野・西島・ゲルマンの法則の法則を基に、坂田模型や大貫義郎などによるIOO対称性、SU(3)モデル、さらにクォークモデルが創られることになる。

## 略歴

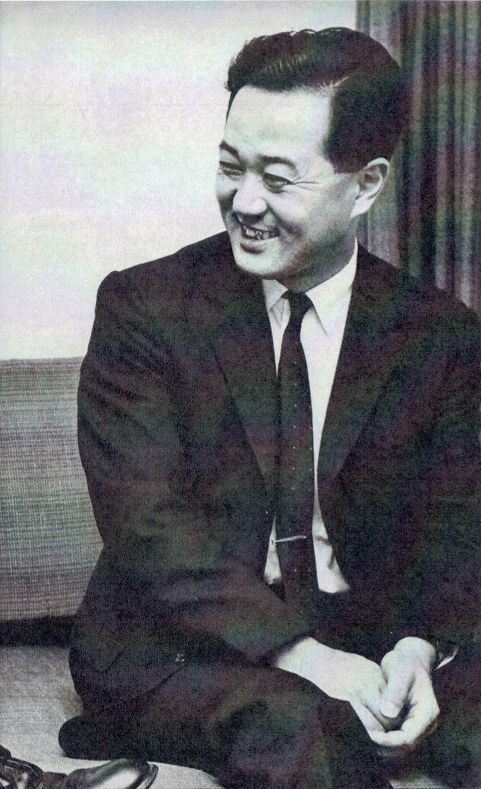
朝日新聞社『朝日ジャーナル』第7巻第41号（1965）

- 1948年3月：東京大学理学部物理学科卒業
- 1950年3月：大阪市立大学理工学部助手
- 1954年8月：大阪市立大学理工学部講師
- 1959年4月：大阪市立大学理学部助教授
- 1961年10月：イリノイ大学アーバナ・シャンペーン校教授
- 1966年2月：東京大学理学部教授
- 1979年4月：東京大学理学部長（1982年3月まで）
- 1986年4月：京都大学基礎物理学研究所所長
- 1990年3月：京都大学退官
- 1990年4月：京都大学名誉教授、中央大学理工学部教授（1997年3月まで）
- 2007年：武蔵野市名誉市民[3]

## 受賞・叙勲歴
- 1955年：仁科記念賞
- 1969年：東レ科学技術賞
- 1989年：日本学士院会員
- 1993年：文化功労者選出
- 2003年：文化勲章受章[4]
- 2009年：従三位受勲